# Cantón de Nérondes
El cantón de Nérondes era una división administrativa francesa, que estaba situada en el departamento de Cher y la región de Centro-Valle de Loira.

## Composición
El cantón estaba formado por trece comunas:
- Blet
- Charly
- Cornusse
- Croisy
- Flavigny
- Ignol
- Lugny-Bourbonnais
- Menetou-Couture
- Mornay-Berry
- Nérondes
- Ourouer-les-Bourdelins
- Saint-Hilaire-de-Gondilly
- Tendron

## Supresión del cantón de Nérondes
En aplicación del Decreto nº 2014-206 de 21 de febrero de 2014, el cantón de Nérondes fue suprimido el 22 de marzo de 2015 y sus 13 comunas pasaron a formar parte del nuevo cantón de La Guerche-sur-l'Aubois.